# Oscar MacGuire (personaje de Home and Away)
Oscar MacGuire, es un personaje ficticio de la serie de televisión Home and Away interpretada por el actor Jake Speer del 3 de septiembre del 2013 hasta el 5 de mayo del 2016.

## Biografía
Cuando su tío Zac MacGuire se entera por Hannah Wilson que sus sobrinos habían estado viviendo dentro de un culto llamado "Sanctuary Lodge" junto a su padre Ethan MacGuire y que creían que estaban en peligro, Zac decide pedirle ayuda a los hermanos Braxton: Darryl Braxton, Heath Braxton y Kyle Braxton para que lo ayudaran a rescatar a sus sobrinos.
Oscar aparece por primera vez en la bahía cuando Zac decide llevárselo con él para alejarlo del peligro del culto, sin embargo las cosas no salen tan bien ya que a pesar de que Oscar estaba feliz por haber salido de la vida del culto su hermana gemela Evelyn MacGuire quería regresar a él. Más tarde su padre termina secuestrándolo junto con Evelyn y Kyle y los encierra, sin embargo son encontrados por Zac y Hannah, quienes le dicen que su padre había muerto en una explosión.
Poco después durante el funeral de su padre una joven llamada Denny Miller asiste a la ceremonia pero no se acerca, cuando Hannah la confronta Denny le revela que era la hija de Ethan, finalmente cuando Oscar y Evelyn descubren la verdad sobre Denny, Oscar decide conocerla y cuando se encuentra con ella se llevan bien. Poco después Oscar comienza a sentirse atraído por Maddy Osborne e intenta pasar tiempo con ella a pesar de que Maddy sale con Josh Barrett.
En mayo Oscar accidentalmente atropella a Tamara Kingsley, luego de que manejara el coche de su tío ya que él estaba muy borracho para hacerlo, al día siguiente Zac no recuerda lo sucedido pero cuando se entera de que Tamara había sido atropellada cree que él había sido el responsable, al inicio Oscar no le dice la verdad, pero cuando Zac decide ir con la policía y entregarse Oscar comienza a sentirse culpable por mentirle a su tío y le cuenta la verdad, pero Zac le ordena que no diga nada (ya que no quería que el futuro de Oscar se echara a perder) y decide echarse la culpa.
Finalmente Oscar le dice a la policía la verdad y ellos lo arrestan, mientras espera su juicio Oscar es liberado bajo fianza y cuando regresa a su hogar decide irse, sin embargo termina teniendo un ataque de pánico pero Andy Barrett logra calmarlo. Más tarde Oscar comienza a obsesionarse con hacer ejercicio y exige su cuerpo, cuando decide salir a correr termina desmayándose en medio de la calle.
El 5 de mayo del 2016 Oscar muere inmediatamente luego de quedar atrapado en la explosión ocurrida en el Caravan Park, durante la explosión su tía Hannah, también muere, lo que deja a sus familiares y amigos devastados.